# Charly Rey
Carlos María Rey (1 de novembro de 1970), nasceu em Buenos Aires, na Argentina, é também conhecido como Charly Rey ou Luke pelos amigos mais próximos, por ser um fã incondicional do músico Steve Lukather. Formado em Direito, já foi modelo e hoje vive apenas de música. Aprendeu a tocar guitarra aos 11 anos de idade, no auge da sua juventude deixou a sua profissão para formar parte de bandas de rock e também compõe para outras bandas de pop. Na década de 1990 tornou-se também produtor e diretor musical.

## Babbel
Em toda a Terra, havia somente uma língua, e empregavam-se as mesmas palavras.
O projeto que mais rendeu ao músico foi a banda Babbel, que surgiu em meados de 1998. Durante uma viagem, Charly Rey conheceu outros músicos com gostos e ideais parecidos ao dele, eram Demian Larrine, Catire e Eddie Telléz, cada um proveniente de um pais diferente: Argentina, Itália, Venezuela e México. O nome Babbel surgiu desta pequena curiosidade, baseado na história do Gênesis, na Bíblia, que diz que a Torre de Babel foi construída para que os homens chegassem ao céu e como castigo foram colocados sob diferentes nacionalidades e idiomas para que não pudessem se comunicar. O projeto também rendeu outros frutos ao grupo, além de se apresentarem também como Tributo a Soda Stereo, todos os integrantes com a exceção de Demian Larrine realizaram uma participação especial como músicos em uma turnê da banda pop mexicana RBD. Nestas alturas, Babbel já  se torna um projeto praticamente abandonado. Em 2007, com o apoio de amigos e fãs brasileiros e espanhóis, o grupo reaparece com uma re-edição de seu disco Evolución.

## Alkemy
| “ | Se não fosse músico, eu não sei o que seria de mim | ” |

Em 2008, Charly Rey anuncia o fim do grupo e se integra à banda pop Alkemy, ao lado de Guido Laris e Andréa Frey, como vocalista e guitarrista. O projeto não vinga e Charly Rey decide procurar oportunidades para lançar o sua carreira solo.

## Carreira solo
Charly Rey consegue patrocínio e contrato com uma nova gravadora para se lançar como solista. Juntam-se a ele, os seus companheiros Demian Larrine e Catire, porém, Eddie Telléz deixa o quarteto. O primeiro disco desta nova fase é titulado Respira e será lançado em Outubro de 2009.  O lançamento deste disco foi adiado diversas vezes por causa do surto da gripe suína no México. O primeiro show ocorreu em 22 de agosto de 2009 no México e a agrupação se apresenta em São Paulo no mês de dezembro. As músicas Respira, No Pares e Esta Noche já formaram parte da trilha sonora de diversas telenovelas como Verano de Amor e Un gancho al corazón.

## Discografia

### Álbumes
- Respira (2009)
- Evolución - Reedición (2008)
- Evolución (2002)